# Ipoella douglasi
Ipoella douglasi är en insektsart som beskrevs av Evans 1977. Ipoella douglasi ingår i släktet Ipoella och familjen dvärgstritar. Inga underarter finns listade i Catalogue of Life.